# Касма (Перу)
9°28′27″ пд. ш. 78°18′38″ зх. д. / 9.4741666666667° пд. ш. 78.310555555556° зх. д.Касма — столиця провінції Касма в регіоні Анкаш у центрально-західному Перу. Місто є адміністративним центром однойменного району. Перепис 2017 року нарахував 24 760 мешканців .

## Географічне положення
Місто Касма розташоване приблизно за 320 км на північний-північний захід від столиці штату Ліми. Місто розташоване у місці злиття річок Ріо-Сечін і Ріо-Касма. Місто розташоване на висоті 39 м у пустельному прибережному районі Перу. Відстань до тихоокеанського узбережжя становить менше ніж 10 км. Далі на схід височіють безплідні передгір’я Перуанських Західних Кордильєр. Уздовж річок ведеться зрошуване землеробство.

## Екскурсійні особливості
В околицях є кілька археологічних пам’яток сечінської культури. Знахідки виставлені в Museo Regional de Casma Max Uhle, який відкрився в 1984 році і названий на честь Макса Уле, неподалік від місця розкопок Серро-Сечін.

## Інтернет-ресурси
- Municipalidad Provincial de Casma